# Максіміліан Вебер
Максіміліан Вебер або Вьобер (нім. Maximilian Wöber, нар. 4 лютого 1998, Відень) — австрійський футболіст, захисник англійського клубу «Лідс Юнайтед» та національної збірної Австрії.

## Клубна кар'єра
Народився 4 лютого 1998 року в місті Відень. Вихованець футбольної школи клубу «Рапід» (Відень). З 2015 року став залучатись до матчів дублюючої команди.
25 лютого 2016 року в матчі Ліги Європи проти іспанської «Валенсії» Максіміліан дебютував за основний склад. 5 серпня в матчі проти «Парнадорфа» він дебютував у австрійській Бундеслізі. Загалом у рідній команді провів 24 матчі у всіх турнірах і забив 2 голи.
Влітку 2017 року за 7,5 млн євро Вебер перейшов у амстердамський «Аякс», де мав замінити Давінсона Санчеса, що відправився до Англії. 27 серпня в матчі проти «ВВВ-Венло» він дебютував у Ередівізі. Станом на 15 серпня 2018 року відіграв за команду з Амстердама 23 матчі в національному чемпіонаті.

## Виступи за збірні
2013 року дебютував у складі юнацької збірної Австрії до 15 років і в подальшому виступав за юнацькі збірні усіх викових рівнів. Зі збірною до 17 років був учасником юнацького чемпіонату Європи 2015 року у Болгарії, а зі збірною до 19 років виступав на юнацькому чемпіонаті Європи 2016 року у Німеччині. Всього взяв участь у 26 іграх на юнацькому рівні.
З 2016 року залучався до складу молодіжної збірної Австрії. На молодіжному рівні зіграв у 3 офіційних матчах.
6 жовтня 2017 року дебютував в офіційних іграх у складі національної збірної Австрії в відбірковому матчі до чемпіонату світу проти Сербії (3:2).
| Дата       | Місто                   | Господарі | Результат | Гості    | Турнір                               | Голи | Примітки |
| ---------- | ----------------------- | --------- | --------- | -------- | ------------------------------------ | ---- | -------- |
| 6-10-2017  | Відень                  | Австрія   | 3 – 2     | Сербія   | Відбір до ЧС 2018                    | -    | 43'      |
| 9-10-2017  | Кишинів                 | Молдова   | 0 – 1     | Австрія  | Відбір до ЧС 2018                    | -    |          |
| 23-3-2018  | Клагенфурт-ам-Вертерзеє | Австрія   | 3 – 0     | Словенія | товариський матч                     | -    | 90'      |
| 21-3-2019  | Відень                  | Австрія   | 0 – 1     | Польща   | Відбір до ЧЄ 2020                    | -    |          |
| 24-3-2019  | Хайфа                   | Ізраїль   | 4 – 2     | Австрія  | Відбір до ЧЄ 2020                    | -    | 60'      |
| 19-11-2019 | Рига                    | Латвія    | 1 – 0     | Австрія  | Відбір до ЧЄ 2020                    | -    |          |
| 3-6-2022   | Осієк                   | Хорватія  | 0 – 3     | Австрія  | Ліга націй УЄФА 2022-2023 - 1-й етап | -    | 77'      |
| 6-6-2022   | Відень                  | Австрія   | 1 – 2     | Данія    | Ліга націй УЄФА 2022-2023 - 1-й етап | -    | 78'      |
| 10-6-2022  | Відень                  | Австрія   | 1 – 1     | Франція  | Ліга націй УЄФА 2022-2023 - 1-й етап | -    |          |
| 22-9-2022  | Сен-Дені                | Франція   | 2 – 0     | Австрія  | Ліга націй УЄФА 2022-2023 - 1-й етап | -    |          |
| 25-9-2022  | Відень                  | Австрія   | 1 – 3     | Хорватія | Ліга націй УЄФА 2022-2023 - 1-й етап | -    | 62'      |
| 16-11-2022 | Малага                  | Андорра   | 0 – 1     | Австрія  | товариський матч                     | -    | 67'      |
| 20-11-2022 | Відень                  | Австрія   | 2 – 0     | Італія   | товариський матч                     | -    | 72'      |
| Усього     |                         | Матчів    | 13        |          | Голів                                | 0    |          |

## Титули і досягнення
- Володар Кубка Австрії (3):

«Ред Булл»: 2019-20, 2020-21, 2021-22
- Чемпіон Австрії (3):

«Ред Булл»: 2019-20, 2020-21, 2021-22